# Selidosema pallidaria
Selidosema pallidaria är en fjärilsart som beskrevs av Otto Staudinger 1901. Selidosema pallidaria ingår i släktet Selidosema och familjen mätare. Inga underarter finns listade i Catalogue of Life.